# Otto Invenius
Otto Invenius (Leppävirta, 9 dicembre 2000) è un biatleta finlandese.

## Biografia
Invenius, originario di Voukatti e attivo dalla stagione 2016-2017, ai Mondiali juniores di Soldier Hollow 2022 ha vinto la medaglia d'argento nella sprint; ha esordito in Coppa del Mondo il 18 marzo dello stesso anno a Oslo Holmenkollen in sprint (55º) e ai Campionati mondiali a Nové Město na Moravě 2024, dove si è classificato 54º nella sprint, 34º nell'inseguimento, 48º nell'individuale, 8º nella staffetta, 20º nella staffetta mista e 12º nella staffetta mista individuale. Il 3 marzo 2024 ha conquistato a Oslo Holmenkollen in staffetta mista individuale il primo podio in Coppa del Mondo (3º); non ha preso parte a rassegne olimpiche.

## Palmarès

### Mondiali juniores
- 1 medaglia:
  - 1 argento (sprint a Soldier Hollow 2022)

### Coppa del Mondo
- Miglior piazzamento in classifica generale: 34º nel 2024
- 1 podio (a squadre):
  - 1 terzo posto